# Laguna Negra de Urbión
La Laguna Negra de Urbión, ou simplement Laguna Negra (Lagune Noire), est une lagune d'origine glaciaire située dans la sierra des Picos de Urbión dans la région de Castille-et-Léon, en Espagne. Elle fait partie du Parque natural de la Laguna Negra y los Circos Glaciares de Urbión, déclaré parc naturel en 2010.

## Situation et accès
La Laguna Negra se trouve au nord de la province de Soria, dans la partie septentrionale du Système ibérique. Elle constitue le coeur de l'espace naturel Sierra de Urbión, d'une surface de 4770 hectares, et elle est située dans le centre du canton de Pinares, dans la dénommée "Montagne Verdugal" qui appartient à la commune de Vinuesa, elle-même appartenant à la Communauté des 150 Villages de la Terre de Soria. 
Le Pic d'Urbión, avec ses 2228 m d'altitude, est le point culminant du parc, qui s'étend sur les plaines alluviales du Douro, dont la source est proche du Pic d'Urbión, et de la rivière Revinuesa. L'altitude la plus basse de la zone protégée est de 1300 m. La Laguna Negra se trouve à 1753 m d'altitude.
D'autres lagunes de la même origine sont proches de la Laguna Negra, notamment la Laguna Helada et la Laguna Larga.
On y accède depuis Vinuesa par la route SO-830, qui relie cette localité à Montenegro de Cameros et à La Rioja, par la vallée du Revinuesa. Bien qu'il soit possible d'arriver en véhicule particulier jusqu'à la lagune, on ne peut y arriver, pendant les mois d'été et de grande fréquentation, qu'à pied ou en bus depuis Vinuesa.

## Description
D'après les légendes, la Laguna Negra n'a pas de fond. D'autres disent qu'elle est reliée à la mer à travers des grottes et des courants souterrains. Elles disent encore qu'il y a un être qui habite au fond et qui dévore tout ce qui y tombe. La légende la plus répandue, qui souligne l'absence de fond, est celle qu'a écrit Machado en 1912, La tierra de Alvargonzález. La réalité est que sa profondeur maximale ne dépasse pas 8 ou 10 mètres,.
Le premier dimanche d'août a lieu une Traversée à la nage. 

### Végétation
La végétation qui habite dans la zone de la Laguna Negra est plus typique du nord européen que de la péninsule ibérique. 
La végétation aquatique est très similaire à celle d'autres lagunes de montagne du nord de la péninsule comme les ibones pyrénéens. Elle est composée de petites plantes qui forment des pelouses dans le fond, près desquelles poussent d'autres plantes qui émergent à la surface ou y flottent.
Sur la terre abondent différentes espèces d'arbres qui luttent pour l'espace, étant délimités par l'altitude. Parmi elles figure le hêtre qui crée un sous-bois fermé et pousse  à des altitudes relativement basses qu'il partage avec le pin sylvestre, roi du territoire, qui forme de grands bois. Le chêne rouvre, le bouleau, le tremble sont des espèces dont la présence est remarquable, ainsi que le sorbier des oiseleurs, petit arbre qui colonise les zones de fourrés dans les pentes, tout cela étant complété par des arbustes comme la retama et la bruyère.

### Faune
L'eau de la lagune héberge la truite, le barbeau et l'ide mélanote, tandis que sur terre  habite une très riche variété d'animaux: chevreuils, sangliers, quelques loups, des cerfs et des renards. Les rongeurs et les reptiles ne manquent pas. La faune aviaire est abondante, les plus remarquables, par leur taille, étant les vautours fauves qui nichent dans la falaise rocheuse et d'autres rapaces, dont les aigles. 

## Dans la littérature

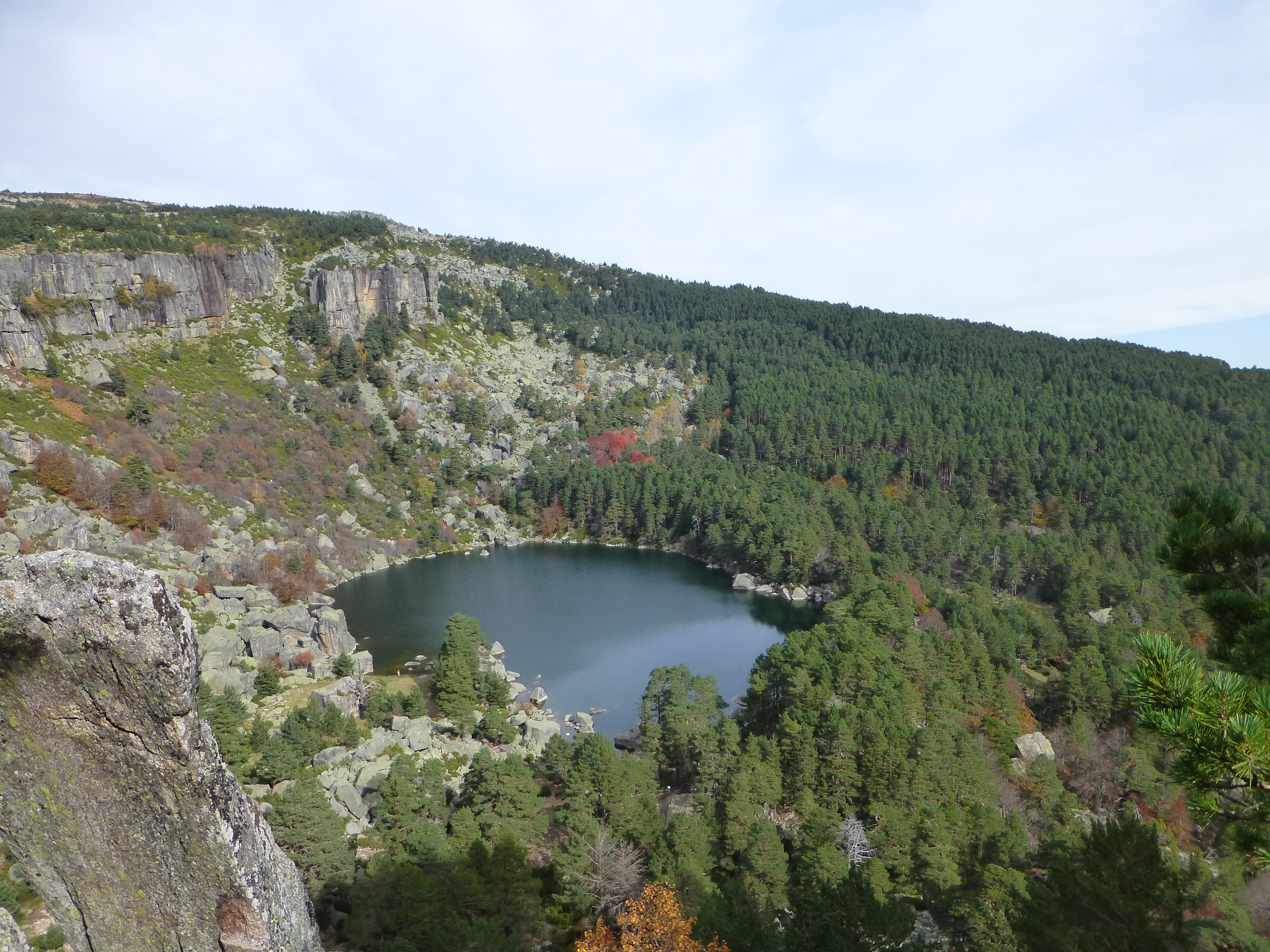
Laguna Negra de Urbión

La Laguna Negra a acquis une notoriété car c'est là qu'Antonio Machado a situé la légende des Hijos de Alvargonzález, de l'oeuvre La tierra de Alvargonzález. 
Machado situe l'histoire tragique d'un parricide sur ces terres. En 1912 il écrit le roman en prose qu'il allait publier en avril de la même année. Alvargonzález est assassiné par deux de ses trois fils qui ont hâte de toucher l'héritage. La Laguna Negra est le lieu qu'ils choisissent pour se défaire du cadavre. Le crime est payé par un innocent qui est condamné au garrot et l'épouse du défunt, mère des assassins, meurt de chagrin. Leur avarice n'est pas récompensée, car les terres cessent de produire. Le frère émigré, à son retour, achète une partie des terres à ses frères et en obtient des moissons abondantes. Les remords rongent les assassins qui finissent par vendre ce qui leur reste et émigrent. En passant près de la Laguna Negra, ils se perdent dans la nuit et finissent dans ses eaux. 
Le récit en prose a été publié dans le numéro 9 de la Revue Mondiale de Paris en janvier 1912. Le récit en vers fait partie de son oeuvre Champs de Castille, qu'il a écrit entre 1908 et 1912. C'est une romance de 712 vers qui occupe près de la moitié de l'oeuvre et qui est consacrée à Juan Ramón Jiménez.
"Dans ces vers la lagune est décrite ainsi:

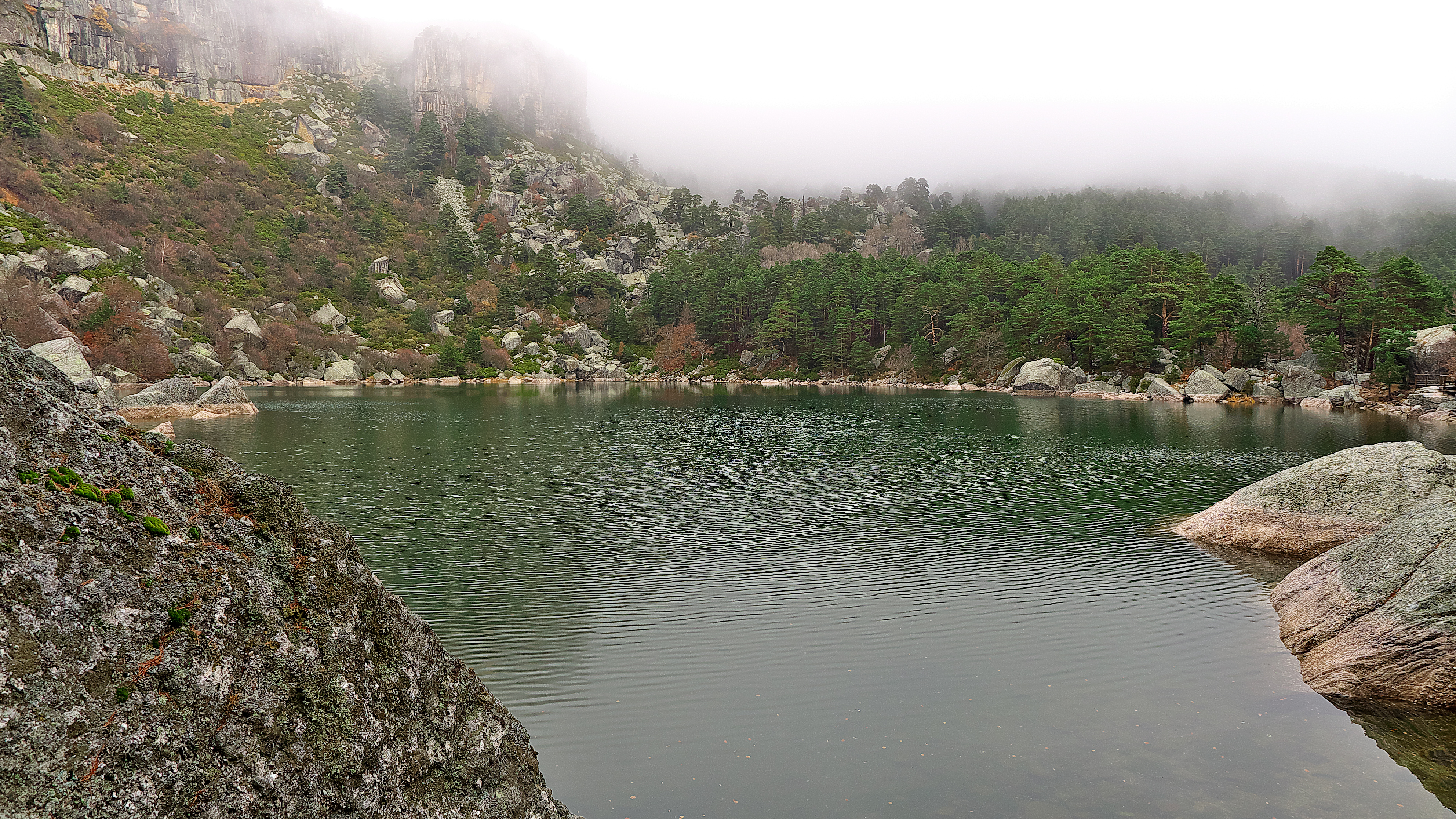
La Laguna Negra

"Les assassins sont arrivés
jusqu'à la Laguna Negra,
eau transparente et muette
quel énorme mur de pierre,

où nichent les vautourset l'écho dort, rôde;
eau claire où boivent
les aigles de la sierra,
où le sanglier de la montagne,

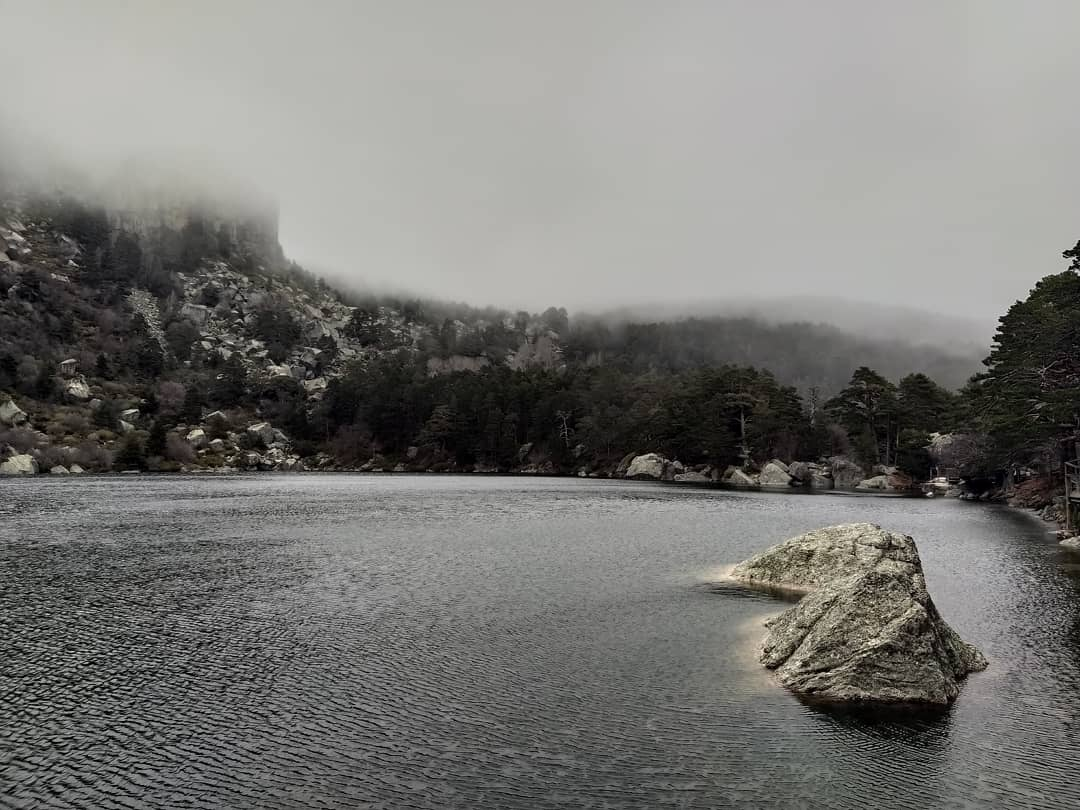
La Laguna Negra un jour de brouillard du mois de février

et le cerf et le chevreuil s'abreuvent;
eau pure et silencieuse
qui copie des choses éternelles
eau impassible qui garde

en son sein les étoiles."
La Tierra de Albargonzález, Campos de Soria, Antonio Machado, 1912.
La légende d'Antonio Machado a été portée au cinéma en 1952 dans le film La laguna negra.

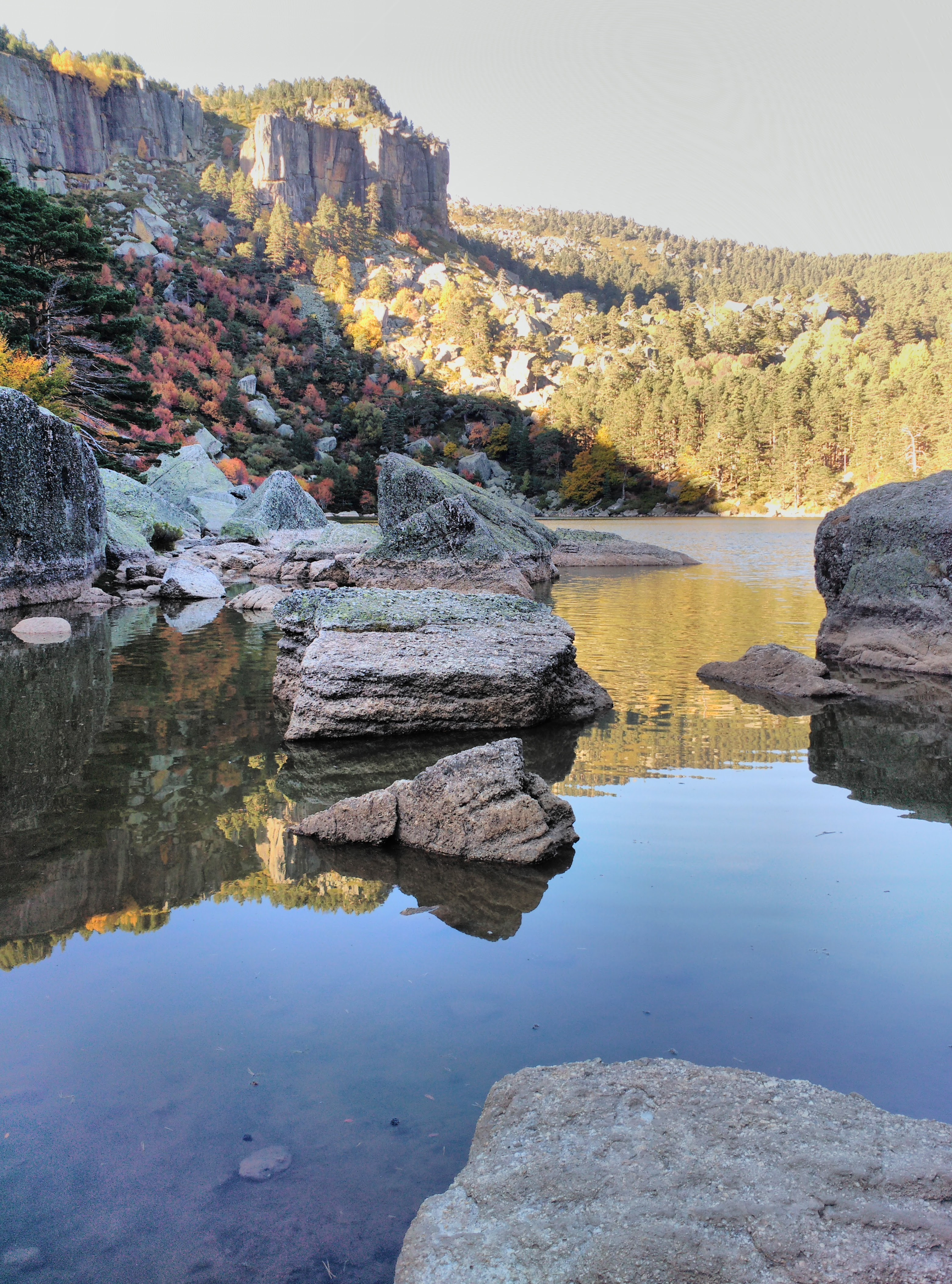
Laguna Negra de Urbión vue de sa rive méridionale (10-10-15)